# Børre Falkum-Hansen
Børre Erik Falkum-Hansen (Oslo, 13 de agosto de 1919-Oslo, 24 de junio de 2006) fue un deportista noruego que compitió en vela en la clase 5.5 Metre. Fue hijo del también regatista Halfdan Hansen.
Participó en los Juegos Olímpicos de Helsinki 1952, obteniendo una medalla de plata en la clase 5.5 Metre.

## Palmarés internacional
| Juegos Olímpicos | Juegos Olímpicos     | Juegos Olímpicos | Juegos Olímpicos |
| Año              | Lugar                | Medalla          | Clase            |
| ---------------- | -------------------- | ---------------- | ---------------- |
| 1952             | Helsinki (Finlandia) | Medalla de plata | 5.5 Metre        |